# Тарп (коммуна)
Тарп (нем. Tarp) — община в Германии, в земле Шлезвиг-Гольштейн. 
Входит в состав района Шлезвиг-Фленсбург. Подчиняется управлению Эверзе.  Население составляет 5510 человек (на 31 декабря 2010 года). Занимает площадь 16,36 км².